# Epangala Lokose
Epangala Lokose (ur. 20 kwietnia 1964) – piłkarz z Demokratycznej Republiki Konga występujący na pozycji obrońcy.

## Kariera klubowa
W swojej karierze Lokose był zawodnikiem klubu AS Vita Club, z którym dwukrotnie zdobył mistrzostwo Zairu (1993, 1997).

## Kariera reprezentacyjna
W 1992 roku Lokose został powołany do reprezentacji Zairu na Puchar Narodów Afryki, zakończony przez Zair na ćwierćfinale. Zagrał na nim w meczach z Marokiem (1:1), Kamerunem (1:1) i Nigerią (0:1).
W 1994 roku ponownie znalazł się w składzie na Puchar Narodów Afryki. Wystąpił na nim w spotkaniach z Mali (1:0), Tunezją (1:1) i Nigerią (0:2), a Zair ponownie odpadł z turnieju w ćwierćfinale.
W 1996 roku po raz trzeci wziął udział w Pucharze Narodów Afryki. Rozegrał na nim 2 spotkania: z Gabonem (0:2) i Liberią (2:0), Zair zaś po raz kolejny zakończył turniej na ćwierćfinale.